# Stygopholcus absoloni
Stygopholcus absoloni är en spindelart som först beskrevs av Kulczynski 1914.  Stygopholcus absoloni ingår i släktet Stygopholcus och familjen dallerspindlar. Inga underarter finns listade i Catalogue of Life.